# Matheus Nascimento
Matheus Nascimento, né le 3 mars 2004 à Rio de Janeiro, est un footballeur brésilien qui évolue au poste d'avant-centre au Los Angeles Galaxy, en prêt de Botafogo FR.

## Biographie

### Carrière en club
Formé à Botafogo, Matheus Nascimento signe son premier contrat professionnel en juin 2020, le liant au club pendant trois ans avec une clause libératoire de 50 millions d'euros,,.
Il fait ses débuts en équipe première le 6 septembre 2020 suivant, lors d'un match nul (2-2) de Série A contre les Corinthians devenant ainsi le plus jeune joueur de l'histoire du club carioca à l'âge de 16 ans et 187 jours.
Dans une saison compliquée pour Botafogo, où le club de Rio de Janeiro finit par être relégué en Série B, Matheus réussi à se faire une place dans le onze de départ en fin de saison : il est ainsi titularisé pour la première fois le 20 janvier 2021, contre l'Atlético Goianiense, qui se solde par une défaite 1-3 pour son équipe.

### 2024
En 2024, après neuf matchs, il se blesse à la cuisse droite. Dans une note, Botafogo a informé que la prévision minimale de retour était de quatre mois.

### Carrière en sélection
Nascimento est international avec l'équipe du Brésil des moins de 15 ans, participant au championnat sudaméricain de cette catégorie en 2019. Il fait ses débuts avec les Brésiliens lors du match d'ouverture des siens contre la Belgique, le 23 novembre 2019, marquant un doublé lors de cette victoire 6-0 contre l'équipe européenne invitée dans cette compétition continentale,,.

## Palmarès
| Botafogo de Futebol e Regatas - Championnat de la CONMEBOL -15 ans (1) : - Vainqueur : 2019 (en). |

## Statistiques
| Saison                | Club                  | Championnat           | Championnat | Championnat | Championnat | Coupe(s) nationale(s) | Coupe(s) nationale(s) | Coupe(s) nationale(s) | Compétition(s) continentale(s) | Compétition(s) continentale(s) | Compétition(s) continentale(s) | Compétition(s) continentale(s) | Ligue régionale | Ligue régionale | Ligue régionale | Total | Total | Total |
| Saison                | Club                  | Division              | M.          | B.          | P.d.        | M.                    | B.                    | P.d.                  | Comp.                          | M.                             | B.                             | P.d.                           | M.              | B.              | P.d.            | M.    | B.    | P.d.  |
| 2020                  | Botafogo              | Série A               | 11          | 0           | 1           | -                     | -                     | -                     | -                              | -                              | -                              | -                              | -               | -               | -               | 11    | 0     | 1     |
| 2021                  | Botafogo              | Série B               | 3           | 0           | 0           | 2                     | 0                     | 0                     | -                              | -                              | -                              | -                              | 10              | 1               | 0               | 15    | 1     | 0     |
| 2022                  | Botafogo              | Série A               | 23          | 0           | 0           | 4                     | 2                     | 0                     | -                              | -                              | -                              | -                              | 10              | 5               | 1               | 37    | 7     | 1     |
| 2023                  | Botafogo              | Série A               | 5           | 1           | 0           | 3                     | 1                     | 0                     | CS                             | 1                              | 0                              | 0                              | 10              | 1               | 1               | 19    | 3     | 1     |
| 2024                  | Botafogo              | Série A               | -           | -           | -           | -                     | -                     | -                     | CL                             | 1                              | 0                              | 0                              | 4               | 0               | 1               | 5     | 0     | 1     |
| Total sur la carrière | Total sur la carrière | Total sur la carrière | 42          | 1           | 1           | 9                     | 3                     | 0                     | -                              | 2                              | 0                              | 0                              | 34              | 7               | 3               | 87    | 11    | 4     |